# Marcelino Sánchez
Marcelino Sánchez (Cayey, Porto Rico, 5 de dezembro de 1957 — Los Angeles, Califórnia, 21 de novembro de 1986) foi um ator portorriquenho-americano de cinema e televisão. Ele é lembrado principalmente por interpretar Rembrandt no clássico filme cult The Warriors, e como Ricardo na série The Bloodhound Gang apresentado na década de 1980. Ele morreu de câncer relacionado com a AIDS em sua casa em Hollywood em 21 de novembro de 1986.